# Brûler le feu
Albums de Juliette Armanet
Petite Amie
(2017) Brûler le feu 2
(2022)
Brûler le feu est le deuxième album studio de la chanteuse Juliette Armanet. Sorti le 19 novembre 2021, l'album est certifié en France double disque de platine.
Une réédition de l'album, nommée Brûler le feu 2, est sortie le 4 novembre 2022, contenant cinq titres inédits (plus un remix du Dernier Jour du disco sur le CD et en diffusion en ligne).

## Clips vidéo
- Le dernier jour du disco : 17 septembre 2021
- Qu'importe : 19 novembre 2021
- Tu me play : 13 avril 2022
- Flamme : 30 novembre 2022
- Michel : 7 février 2023

## Pistes
Toutes les chansons sont écrites et composées par Juliette Armanet.
| 1.  | Le dernier jour du disco | Juliette Armanet, Diane Jacqus | Juliette Armanet, Adrian Armanet      | 3:27 |
| 2.  | Qu’importe               | Juliette Armanet               | Juliette Armanet, SebastiAn           | 3:46 |
| 3.  | Tu me play               | Juliette Armanet               | Juliette Armanet, Victor Le Masne     | 2:44 |
| 4.  | Boum boum baby           | Juliette Armanet               | Juliette Armanet, Victor Le Masne     | 3:25 |
| 5.  | Je ne pense qu’à ça      | Juliette Armanet               | Juliette Armanet                      | 2:43 |
| 6.  | Vertigo feat SebastiAn   | Juliette Armanet               | Juliette Armanet, SebastiAn           | 3:34 |
| 7.  | HB2U                     | Juliette Armanet               | Juliette Armanet                      | 3:26 |
| 8.  | Le Rouge aux joues       | Juliette Armanet               | Juliette Armanet                      | 4:00 |
| 9.  | L’Épine                  | Juliette Armanet               | Juliette Armanet                      | 2:57 |
| 10. | J’te l’donne             | Juliette Armanet               | Juliette Armanet, Victor Le Masne     | 3:07 |
| 11. | Sauver ma vie            | Juliette Armanet               | Jean-Pierre Armanet, Juliette Armanet | 4:23 |
| 12. | Imaginer l’amour         | Juliette Armanet               | Juliette Armanet                      | 3:45 |
| 13. | Brûler le feu            | Juliette Armanet               | Juliette Armanet, Victor Le Masne     | 3:37 |

### Réédition de 2022:Brûler le feu 2
Toutes les chansons sont écrites et composées par Juliette Armanet.
| 14. | Flamme                           | Juliette Armanet, David Numwami, Diane Jacqus | Juliette Armanet, Victor Le Masne | 2:44 |
| 15. | Fuguer                           | Juliette Armanet                              | Juliette Armanet                  | 3:06 |
| 16. | À quoi tu joues ?                | Juliette Armanet, Diane Jacqus                | Juliette Armanet, Adrian Armanet  | 2:59 |
| 17. | Michel                           | Juliette Armanet                              | Juliette Armanet                  | 2:58 |
| 18. | Ce que l’on cache                | Juliette Armanet                              | Juliette Armanet                  | 2:38 |
| 19. | Le Dernier Jour du disco (remix) |                                               |                                   | 2:31 |

## Classements
| Classement (2021-22)         | Meilleure position |
| ---------------------------- | ------------------ |
| Belgique (Wallonie Ultratop) | 22                 |
| France (SNEP)                | 10                 |
| Suisse (Schweizer Hitparade) | 21                 |

| Classement (2022-23)         | Meilleure position |
| ---------------------------- | ------------------ |
| Belgique (Wallonie Ultratop) | 18                 |

## Certification
| Pays          | Certifications | Ventes certifiées |
| ------------- | -------------- | ----------------- |
| France (SNEP) | 2 × Platine    | 200 000           |